# 吉備津駅
吉備津駅（きびつえき）は、岡山県岡山市北区吉備津にある、西日本旅客鉄道（JR西日本）吉備線（桃太郎線）の駅である。駅番号はJR-U05。

## 歴史
- 1904年（明治37年）11月15日：中国鉄道吉備線開通時に開設[1]。
- 1944年（昭和19年）6月1日：中国鉄道鉄道部門が国有化、国鉄吉備線の駅となる[1]。
- 1962年（昭和37年）3月1日：貨物取扱廃止[1]。
- 1971年（昭和46年）11月1日：荷物扱い廃止[2]、簡易委託駅化[3]。
- 1987年（昭和62年）4月1日：国鉄分割民営化に伴い、JR西日本の駅となる[1]。
- 2007年（平成19年）
  - 7月15日：ICOCA対応簡易型自動改札機設置。
  - 9月1日：ICカード「ICOCA」の利用が可能となる。

## 駅構造
相対式ホーム2面2線を有する列車交換可能な地上駅。両ホームは構内踏切で連絡している。
岡山駅管理の無人駅（但し、年末年始は臨時に駅員配置）。ICOCA利用可能駅であり、ICOCA相互利用対象であるPiTaPa（スルッとKANSAI協議会）も利用可能。総社方面行ホーム側に簡易型駅舎があり、簡易自動改札機や自動券売機が設置されている。

### のりば
| のりば | 路線     | 方向 | 行先               |
| ------ | -------- | ---- | ------------------ |
| 1      | 桃太郎線 | 上り | 岡山行き           |
| 2      | 桃太郎線 | 下り | 備中高松・総社方面 |

- 上記の路線名は旅客案内上の呼称（愛称）で表記している。
- 長らくのりば番号が存在しなかったが、路線愛称制定に合わせて設定された。駅舎側（下り）の方が2番のりばとなっている。

## 利用状況
近年の1日平均乗車人員の推移は以下の通り。
| 乗車人員推移 | 乗車人員推移 |
| 年度         | 1日平均人数  |
| ------------ | ------------ |
| 1999         | 585          |
| 2000         | 595          |
| 2001         | 576          |
| 2002         | 533          |
| 2003         | 578          |
| 2004         | 576          |
| 2005         | 598          |
| 2006         | 580          |
| 2007         | 587          |
| 2008         | 586          |
| 2009         | 577          |
| 2010         | 579          |
| 2011         | 566          |
| 2012         | 571          |
| 2013         | 560          |
| 2014         | 555          |
| 2015         | 578          |
| 2016         | 592          |
| 2017         | 602          |
| 2018         | 607          |
| 2019         | 605          |
| 2020         | 487          |
| 2021         | 467          |

## 駅周辺
- 真城寺
- 吉備津神社
- 真金一里塚
- 栄西禅師生誕地
- 山陽精機本社工場・事務所[5]
- 岡山吉備津郵便局
- 岡山市立鯉山小学校
- トマト銀行吉備津支店
- 天満屋ハピーズ吉備津店
- セレマ吉備津シティホール
- 国道180号
- 岡山県道245号真金吉備線
- 岡山県道270号清音真金線
- 岡山県道389号吉備津松島線

## 隣の駅
西日本旅客鉄道（JR西日本）
 桃太郎線（吉備線）
備前一宮駅 (JR-U04) - 吉備津駅 (JR-U05) - 備中高松駅 (JR-U06)